# Efferia harveyi
Efferia harveyi är en tvåvingeart som först beskrevs av James Stewart Hine 1919.  Efferia harveyi ingår i släktet Efferia och familjen rovflugor. Inga underarter finns listade i Catalogue of Life.